# (9445) Charpentier
(9445) Charpentier ist ein Asteroid des Hauptgürtels, der am 8. Mai 1997 vom italo-amerikanischen Astronomen Paul G. Comba am Prescott-Observatorium (IAU-Code 684) in Arizona entdeckt wurde.
Der Asteroid wurde am 2. Februar 1999 nach dem französischen Komponisten zur Zeit Ludwigs XIV., Marc-Antoine Charpentier (1643–1704) benannt, der neben zahlreichen Opern und Pastoralen dadurch bekannt wurde, dass das Hauptthema aus dem Präludium seines Te Deum (H.146) heute als Fanfare bei Fernseh-Übertragungen im Rahmen der Eurovision verwendet wird.